# Clifford Olson
Clifford Robert Olson Jr (ur. 1 stycznia 1940 w Vancouver w Kanadzie, zm. 30 września 2011 w Laval) – kanadyjski seryjny morderca i gwałciciel zwany Bestią z Kolumbii Brytyjskiej. W latach 1980–1981 zgwałcił i zamordował w New Westminster 11 dzieci.

## Młodość
Dorastał w rodzinie podobno nie wykazującej oznak patologii. Mimo to, wcześnie wykazał skłonności do przestępstwa. Często wagarował, a w wieku 13 lat dokonał pierwszej kradzieży. Miał reputację łobuza i pozera, chodziły również słuchy, że torturuje i zabija zwierzęta. Jako dorosły zebrał kilkanaście wyroków za przestępstwa – od oszustw, przez nielegalne posiadanie broni, aż po napad z bronią w ręku. Spędził w więzieniu wiele czasu, chociaż kilkukrotnie udało mu się uciec.

## Zbrodnie
17 listopada 1980 Olson uprowadził 12-letnią Christine Weller w Surrey w Kolumbii Brytyjskiej. Została znaleziona w pierwszy dzień Świąt Bożego Narodzenia, uduszona paskiem i z wieloma ranami kłutymi. 16 kwietnia 1981 zniknęła 13-letnia Colleen Marian Daignault. Zanim znaleziono jej ciało, upłynęło 5 miesięcy. Do tego czasu Olson uprowadził 16-letniego Daryna Todda Johnsrude'a, zmiażdżył głowę chłopca młotkiem, a ciało porzucił w rowie.
W maju 1981 Olson ożenił się. Mniej więcej w tym czasie podejrzewano go o molestowanie miejscowej 5-letniej dziewczynki, jednak z braku dowodów nie został oskarżony.
Zaledwie 4 dni po ślubie, 19 maja, Olson uprowadził i zamordował 16-letnią Sandrę Wolfsteiner. Kolejną ofiarą w następnym miesiącu była 13-letnia Ada Court.
W lipcu 1981 Olson pozbawił życia 6 ofiar w niewielkich odstępach czasowych: 9-letni Simon Partington (porwany i uduszony 2 lipca), 14-letnia Judy Kozma (zgwałcona i uduszona tydzień później; Olson zabrał jej notatnik z adresami i dzwonił do jej przyjaciół z pogróżkami w stylu „Jesteś następny”), 15-letni Raymond King Jr (uprowadzony 23 lipca i zatłuczony na śmierć), 18-letnia niemiecka turystka Sigrun Arnd (zgwałcona i śmiertelnie pobita młotkiem dzień później) oraz 15-letnia Terri Lyn Carson (zgwałcona i uduszona).
Do tego czasu Clifford Olson zabił 10 dzieci. Ponieważ ofiary były obu płci i różniły się wiekiem, władze początkowo nie połączyły spraw (tym bardziej, że znaleziono tylko 3 ciała i wstępnie uznano, że pozostałe dzieci uciekły z domów). Teraz jednak policja w Kolumbii Brytyjskiej zdała sobie sprawę z tego, że ma do czynienia z seryjnym mordercą i rozpoczęła poważne dochodzenie. Było za późno, by uratować 17-letnią Louise Chartrand, którą Olson śmiertelnie pobił młotkiem 30 lipca. Jej ciało pochował w płytkim grobie.

## Śledztwo
Z powodu bogatej kartoteki kryminalnej Olson stał się pierwszym podejrzanym. Został przesłuchany, jednak brakowało dowodów, by go aresztować. 12 sierpnia Clifford Olson został w końcu aresztowany za próbę porwania dwóch dziewczynek.
Olson wysunął propozycję kontrowersyjnej umowy: za przyznanie się do 11 morderstw i ujawnienie tych ciał, których dotychczas nie znaleziono zażądał po 10 000 $ wypłaconych żonie za każdą z ofiar. Władze początkowo były oburzone. Jednak z braku dowodów, które powiązałyby Olsona z zabójstwami i naciskami ze strony rodzin ofiar, które chciały zapewnić przyzwoity pochówek ukochanym osobom, strony doszły do porozumienia. W styczniu 1982 Olson przyznał się do 11 zabójstw, za które otrzymał 11 wyroków dożywotniego więzienia. Wyrok odbywał w więzieniu Special Handling Unit („Jednostka Specjalnego Traktowania”, kanadyjskie więzienie o zaostrzonym rygorze, stan na rok 2002). Zgodnie z umową, 100 000 $ faktycznie wypłacono jego żonie za 10 ofiar, a Olson wyjawił szczegóły jedenastego morderstwa „gratis”.
W Kanadzie więźniowie mogą ubiegać się o zwolnienie warunkowe po 25 latach. Olson, który sam siebie opisał jako Bestię z Brytyjskiej Kolumbii, wystąpił o zwolnienie w 2006 roku. 18 lipca odbyła się rozprawa w sprawie zwolnienia warunkowego w więzieniu w okolicy Montrealu. Decyzja 3-osobowej komisji sędziowskiej o odmowie zwolnienia warunkowego nie była zaskoczeniem. Powszechnie uważano, że Olson nie zostanie nigdy zwolniony warunkowo z powodu charakteru jego zbrodni, wyraźnej odmowy resocjalizacji, wyraźnego braku skruchy oraz nieustannego szydzenia z rodziców ofiar.
Zgodnie z kanadyjskim prawem, Olson mógł ubiegać się o zwolnienie warunkowe co 2 lata.
We wrześniu 2011 u mordercy zdiagnozowano nowotwór w terminalnym stadium.

## Ofiary Olsona
| Lp. | Ofiara               | Wiek | Data              |
| --- | -------------------- | ---- | ----------------- |
| 1.  | Christine Weller     | 12   | 17 listopada 1980 |
| 2.  | Colleen Daignault    | 13   | 16 kwietnia 1981  |
| 3.  | Daryn Todd Johnsrude | 16   | 22 kwietnia 1981  |
| 4.  | Sandra Wolfsteiner   | 16   | 19 maja 1981      |
| 5.  | Ada Court            | 13   | 21 czerwca 1981   |
| 6.  | Simon Partington     | 9    | 2 lipca 1981      |
| 7.  | Judy Kozma           | 14   | 9 lipca 1981      |
| 8.  | Raymond King         | 15   | 23 lipca 1981     |
| 9.  | Sigrun Arnd          | 18   | 25 lipca 1981     |
| 10. | Terri Lyn Carson     | 15   | 27 lipca 1981     |
| 11. | Louise Chartrand     | 17   | 30 lipca 1981     |